# Hoplolabis caudata
Hoplolabis caudata är en tvåvingeart som först beskrevs av Evgenyi Nikolayevich Savchenko 1983.  Hoplolabis caudata ingår i släktet Hoplolabis och familjen småharkrankar. Inga underarter finns listade i Catalogue of Life.